# 拟扁体属
拟扁体属（学名：Platynosomoides）为双腔科的一个属。

## 下属物种
本属包括以下物种：
- 鼠拟扁体吸虫 Platynosomoides muris (Shcherbakova, 1942) Yamaguti, 1971